# Daulatpur (Bardiya)
Daulatpur (nepalski: दौलतपुर) – gaun wikas samiti w zachodniej części Nepalu w strefie Bheri w dystrykcie Bardiya. Według nepalskiego spisu powszechnego z 2001 roku liczył on 1085 gospodarstw domowych i 7246 mieszkańców (3683 kobiet i 3563 mężczyzn).